# CS Minaur Baia Mare (handball masculin)
Ne doit pas être confondu avec le club de handball féminin du Handbal Club Municipal Baia Mare.
Dernière mise à jour : 21 juillet 2020.
Le CS Minaur Baia Mare  est un club masculin de handball basé à Baia Mare en Roumanie.

## Histoire
Le HC Minaur Baia Mare, fondé le 14 mai 1974, est le premier club de handball roumain n'étant pas une section de club omnisports. En 1978, Minaur remporte son premier trophée : la Coupe de Roumanie.
En gagnant la Coupe de l'IHF (C3) en 1985, Minaur devient le premier club roumain hors capitale à remporter un trophée européen. Cette Coupe sera une nouvelle fois gagnée en 1988.
Toutefois, le club devra attendre 1998 pour remporter son premier Championnat de Roumanie.

## Palmarès
Compétitions internationales
- Coupe de l'IHF (C3) (2) :
  - Vainqueur: 1985, 1988
- Coupe des vainqueurs de coupe (C2) :
  - Demi-finaliste : 1979, 1981, 1986

Compétitions nationales
- Championnat de Roumanie (3)
  - Champion: 1998, 1999, 2015
  - Vice-champion: 1980, 1981, 1985, 1987, 1992, 1993, 1994, 1995
- Coupe de Roumanie (6)
  - Vainqueur: 1978, 1983, 1984, 1989, 1999, 2015
  - Finaliste: 1985

## Personnalités liées au club
- Ștefan Birtalan : joueur de 1967 à 1970
- Gheorghe Covaciu : joueur de 1980 à 1989
- Nikola Eklemović : joueur de 2014 à 2015
- Alexandru Csepreghi : joueur de 2004 à 2007 et depuis 2018
- Valentin Ghionea : joueur de 2003 à 2005
- Cristian Malmagro : joueur de 2014 à 2015
- Eremia Pîrîianu : joueur jusqu'en 1999
- Petru Pop : joueur de 1992 à 1999, de 2006 à 2010 et de 2011 à 2012 puis entraîneur de 2012 à 2016
- José Toledo : joueur depuis 2020
- Maricel Voinea : joueur de 1977 à 1989
- Stéphane Plantin : entraîneur de 2019 à 2020